# Ben Rietveld
Ben Rietveld (Utrecht, 8 juli 1958) is een Nederlands voormalig profvoetballer die gedurende zijn carrière uitkwam voor FC Utrecht, De Graafschap en FC Wageningen.

## Carrière
Rietveld speelde vanaf 1978 bij FC Utrecht, en maakte deel uit van het elftal dat in het seizoen 1980/81 derde werd, met onder andere Willy Carbo, Frans Adelaar, Jan Wouters, Gert Kruys, Koos van Tamelen, Leo van Veen, Willem van Hanegem en Hans van Breukelen. FC Utrecht werd vijfde in 1979/80 en in 1981/82. Hij speelde tot 1986 bij de club uit de Domstad, en werd in het seizoen 1983/84 gedeeld clubtopscorer, met 9 doelpunten. Ook Jan van de Akker haalde dat aantal dat jaar. Rietveld staat in de top 10 van clubtopscorers van FC Utrecht, hetgeen opvallend is aangezien hij nooit een basisplaats heeft weten af te dwingen en het dus vooral van invalbeurten moest hebben. Gedurende twee verhuurperiodes zou hij ook nog voor De Graafschap en FC Wageningen spelen.
Ook was hij enige tijd international van Jong Oranje. Tegenwoordig is hij actief als coach in het amateurvoetbal en woont in Woerden.

## Clubstatistieken
| Seizoen        | Club            | Competitie     | Competitie | Competitie | Beker | Beker | Internationaal | Internationaal | Overig | Overig | Totaal | Totaal |
| Seizoen        | Club            | Competitie     | Wed.       | Dlp.       | Wed.  | Dlp.  | Wed.           | Dlp.           | Wed.   | Dlp.   | Wed.   | Dlp.   |
| -------------- | --------------- | -------------- | ---------- | ---------- | ----- | ----- | -------------- | -------------- | ------ | ------ | ------ | ------ |
| 1978/79        | FC Utrecht      | Eredivisie     | 28         | 6          | 2     | 0     | 0              | 0              | 0      | 0      | 30     | 6      |
| 1979/80        | FC Utrecht      | Eredivisie     | 23         | 6          | 0     | 0     | 0              | 0              | 0      | 0      | 23     | 6      |
| 1980/81        | FC Utrecht      | Eredivisie     | 8          | 3          | 0     | 0     | 4              | 0              | 0      | 0      | 12     | 3      |
| Club totaal    | Club totaal     | Club totaal    | 59         | 15         | 2     | 0     | 4              | 0              | 0      | 0      | 65     | 15     |
| 1980/81        | → De Graafschap | Eerste divisie | 11         | 1          | 0     | 0     | 0              | 0              | 6      | 1      | 17     | 2      |
| Club totaal    | Club totaal     | Club totaal    | 11         | 1          | 0     | 0     | 0              | 0              | 6      | 1      | 17     | 2      |
| 1981/82        | → FC Wageningen | Eerste divisie | 24         | 6          | 1     | 0     | 0              | 0              | 0      | 0      | 25     | 6      |
| Club totaal    | Club totaal     | Club totaal    | 24         | 6          | 1     | 0     | 0              | 0              | 0      | 0      | 25     | 6      |
| 1982/83        | FC Utrecht      | Eredivisie     | 21         | 7          | 1     | 0     | 2              | 0              | 0      | 0      | 24     | 7      |
| 1983/84        | FC Utrecht      | Eredivisie     | 26         | 9          | 2     | 1     | 0              | 0              | 0      | 0      | 28     | 10     |
| 1984/85        | FC Utrecht      | Eredivisie     | 21         | 6          | 6     | 2     | 0              | 0              | 0      | 0      | 27     | 8      |
| 1985/86        | FC Utrecht      | Eredivisie     | 6          | 0          | 0     | 0     | 0              | 0              | 0      | 0      | 6      | 0      |
| Club totaal    | Club totaal     | Club totaal    | 133        | 37         | 11    | 3     | 6              | 0              | 0      | 0      | 150    | 40     |
| Carrièretotaal | Carrièretotaal  | Carrièretotaal | 168        | 44         | 12    | 3     | 6              | 0              | 6      | 1      | 192    | 48     |

## Erelijst
- KNVB beker: 1984/85